# Henri de Castellane
Pour les articles homonymes, voir Castellane (homonymie).
Henri de Castellane-Novejean, né le 23 septembre 1814 à Paris, et mort au château de Rochecotte en Indre-et-Loire le 16 octobre 1847, est un homme politique français.

## Biographie
Henri Charles Louis Boniface de Castellane-Novejean est le fils aîné du maréchal de Castellane et de la comtesse, née Cordélia Greffulhe, qui suscita la passion du comte Molé et de François-René de Chateaubriand, Henri de Castellane fut auditeur au Conseil d'État.
En 1839, il épousa Pauline de Talleyrand-Périgord (1820-1890), petite-nièce - et peut-être fille naturelle - de Talleyrand, qui apporta dans la famille de Castellane le château de Rochecotte (Indre-et-Loire).
Ils eurent deux enfants : Marie de Castellane (1840-1915), par son mariage princesse Radziwill, qui publia les Chroniques de 1831 à 1862 de sa grand-mère la duchesse de Dino (Plon, 4 volumes, 1909) ; et Antoine de Castellane (1844-1917), père du dandy et homme politique Boniface de Castellane, et de Jean.
Henri de Castellane était conseiller général du Cantal lorsque le 4e collège de ce département (Murat) l'élut député libéral le 2 mars 1844 en remplacement de M. Teilhard-Nozerolles, décédé. L'élection fut annulée une première fois par la Chambre des députés, l'élu n'ayant pas l'âge prescrit par la loi. Un nouveau scrutin, le 27 mai 1844, donna de nouveau la majorité au marquis de Castellane, qui fut invalidé une deuxième fois pour le même motif. Élu pour la troisième fois le 17 août 1844 et invalidé pour la troisième fois, il fut élu une quatrième fois le 8 février 1845 et, cette fois, ayant dépassé l'âge de 30 ans, vit son mandat confirmé. Il siégea à la Chambre des députés dans le Tiers Parti, entre le gouvernement et l'opposition. Réélu le 1er août 1846, il mourut pendant la session des suites d'une chute de cheval,.